# Wiesław Myśliwski

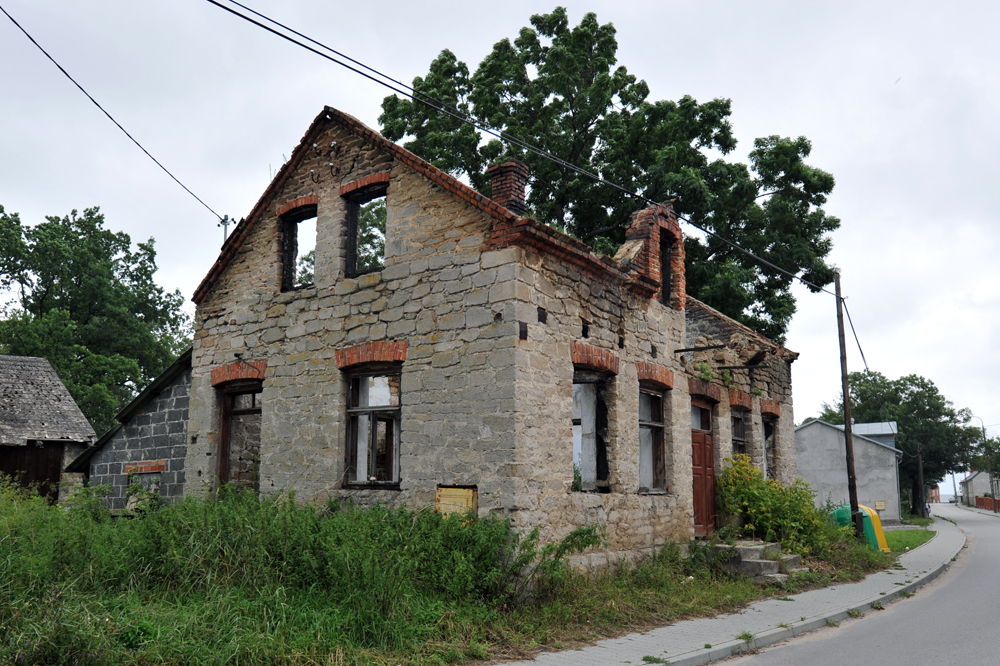
Dom rodzinny Myśliwskiego w Dwikozach (2011)

Wiesław Myśliwski (ur. 25 marca 1932 w Dwikozach) – polski pisarz, dwukrotny laureat Nagrody Literackiej „Nike” (1997, 2007). Opisywany jako „twórca, który czerpiąc ze źródeł chłopskiego doświadczenia i chłopskiej mowy żywej, wpisuje swoje kreacje w krąg uniwersalnych praw i prawd o świecie i ludzkiej egzystencji”.

## Życiorys
Jego ojciec, Julian, wywodził się z rodziny mieszczańskiej z Ćmielowa; był oficerem, brał udział w wojnie polsko-bolszewickiej w 1920 roku, a po demobilizacji został urzędnikiem. Natomiast matka Myśliwskiego, Marianna, była wychowanką Uniwersytetu Ludowego Zofii i Ignacego Solarzów w Szycach; w młodości działała w ZMW „Wici”.
Po wojnie Wiesław Myśliwski uczęszczał do gimnazjum i liceum ogólnokształcącego w Sandomierzu, maturę zdał w 1951 roku. Studiował filologię polską na Katolickim Uniwersytecie Lubelskim, którą ukończył w 1956 roku.
Debiutował w 1955 roku recenzją powieści E. de Greff „Noc jest moim światłem”. Pracował w latach 1955–1976 w Ludowej Spółdzielni Wydawniczej w Warszawie jako asystent redaktora, redaktor, kierownik redakcji literatury współczesnej, zastępca redaktora naczelnego.
W latach 1975–1999 był redaktorem naczelnym kwartalnika „Regiony”, w latach 1993–1999 także dwutygodnika kulturalnego „Sycyna”. Od 1997 roku jest przewodniczącym jury konkursu – Ogólnopolskiej Nagrody im. Aleksandra Patkowskiego w Sandomierzu. W latach 1971–1983 był członkiem Związku Literatów Polskich. 
Ekranizacji i realizacji teatralnych jego utworów podejmowali się tacy twórcy jak: Ryszard Ber, Wojciech Marczewski, Stefan Szlachtycz, Tadeusz Junak, Kazimierz Dejmek, Izabella Cywińska, Bogdan Tosza. Książki Myśliwskiego przetłumaczono na języki: angielski (w Anglii i USA), niemiecki, francuski, holenderski, hiszpański, hebrajski, arabski, włoski, rosyjski, węgierski, czeski, słowacki, serbski, chorwacki, słoweński, rumuński, bułgarski, łotewski, litewski, estoński, ukraiński, gruziński i turecki.
Uhonorowany został tytułami doktora honoris causa Akademii Świętokrzyskiej im. Jana Kochanowskiego 17 maja 2007, Uniwersytetu Opolskiego 10 marca 2009, Uniwersytetu Rzeszowskiego 14 maja 2012 i Uniwersytetu Jagiellońskiego 12 maja 2022 roku.
Obecnie mieszka w Warszawie. Od 1956 roku żonaty z Wacławą, redaktor w Państwowym Instytucie Wydawniczym.

## Twórczość
Powieści
- Nagi sad, Warszawa : PIW, 1967
- Pałac, Warszawa : PIW, 1970
- Kamień na kamieniu, Warszawa : PIW, 1984
- Widnokrąg, Warszawa : Muza, 1996
- Traktat o łuskaniu fasoli, Kraków : Znak, 2006
- Ostatnie rozdanie, Kraków : Znak, 2013[8]
- Ucho Igielne, Kraków : Znak, 2018[9]

Dramaty
- Złodziej, Dialog 1973, nr 7, s. 5–34
- Klucznik, Dialog 1978, nr 6, s. 32–60
- Drzewo, Twórczość 1988, nr 7, s. 11–73 i nr 8, s. 7–50 ; Szczecin : Wydawnictwo Glob, 1989
- Requiem dla gospodyni, Dialog 2000, nr 10, s. 5–47 ; Warszawa : Muza, 2000
- Dramaty. Złodziej, Klucznik, Drzewo, Requiem dla gospodyni, Kraków : Znak, 2023 ISBN 978-83-240-6728-2

Eseje, wywiady, rozmowy
- Kres kultury chłopskiej, Bochnia : Prowincjonalna Oficyna Wydawnicza, 2003
- Myśliwski - Bocheński Rozmowy istotne, Łódź : Wydawnictwo Uniwersytetu Łódzkiego, 2021
- W środku jesteśmy baśnią : mowy i rozmowy, Kraków : Znak, 2022

## Ordery i odznaczenia
- Krzyż Komandorski z Gwiazdą Orderu Odrodzenia Polski (3 lipca 2012)[10][11]
- Krzyż Oficerski Orderu Odrodzenia Polski (1998)
- Krzyż Kawalerski Orderu Odrodzenia Polski (1980)
- Złoty Medal „Zasłużony Kulturze Gloria Artis” (5 września 2005)[12][13]
- Order Ecce Homo (2004)
- Odznaka Honorowa Województwa Świętokrzyskiego (2014)[14]
- Złota odznaka honorowa „Za Zasługi dla Warszawy” (1979)[15]
- Honorowa Odznaka ZAiKS-u (2013)[16]

## Nagrody i wyróżnienia
- Nagroda im. Stanisława Piętaka (1968 i 1974)
- Nagroda Ministra Kultury i Sztuki III stopnia (1971)
- Nagroda Państwowa za całokształt twórczości (1979)
- Nagroda Przewodniczącego Komitetu do Spraw Radia i Telewizji I stopnia (1979)
- Nagroda „Trybuny Ludu” (1980)
- Nagroda Funduszy Literatury (1984)
- Nagroda Klubu Kultury Chłopskiej (1985)
- Nagroda Państwowa II stopnia (1987)
- Nagroda Prezesa Rady Ministrów II stopnia (1997)
- Nagroda Literacka im. Władysława Reymonta (1997)[17]
- Nagroda Literacka „Nike” za „Widnokrąg” (1997)[18]
- Nagroda Fundacji Alfreda Jurzykowskiego (Nowy Jork, 1998)
- Nagroda Literacka „Nike” za „Traktat o łuskaniu fasoli” (2007)[19]
- Nagroda TV Kultura za „Traktat o łuskaniu fasoli” (2007)
- Nagroda Literacka Gdynia za „Traktat o łuskaniu fasoli” (2007)
- Nagroda miesięcznika „Odra” za „Traktat o łuskaniu fasoli” (2007)
- Honorowy Obywatel Miasta Sandomierza (2007)[20]
- Doktor honoris causa Akademii Świętokrzyskiej im. Jana Kochanowskiego w Kielcach (2007)
- Doktor honoris causa Uniwersytetu Opolskiego (10 marca 2009)[21]
- Doktor honoris causa Uniwersytetu Rzeszowskiego (14 maja 2012)[22]
- Grand Prix Litteraire de St. Emillion za „Traktat o łuskaniu fasoli” (2011)
- Nagroda im. Samuela Bogumiła Lindego (Toruń – Getynga, 2011)
- Nagroda Złote Berło Fundacji Kultury Polskiej (2011)
- The Best Translated Book Award (Nowy Jork) za „Kamień na kamieniu” (2012) – razem z tłumaczem Billem Johnstonem
- Nagroda literacka m. st. Warszawy (2014)[23]
- Nagroda Ministra Kultury i Dziedzictwa Narodowego (2014)
- Książka 25-lecia (plebiscyt słuchaczy Programu 2 Polskiego Radia) – „Traktat o łuskaniu fasoli” (2014)
- Honorowa Nagroda Warszawskich Targów Książki „Ikar” (2014)
- tytuł Wielkiego Ambasadora Polszczyzny (2015)[24]
- Nagroda Literacka im. Franciszka Karpińskiego (2016)[25]
- Nagroda Specjalna i członkostwo honorowe Stowarzyszenia Autorów ZAiKS (2016)[16]
- Nagroda „Człowiek Słowa 2017” Festiwalu Stolica Języka Polskiego w Szczebrzeszynie (2017)
- Nagroda 100-lecia ZAiKS-u (2018)[16]
- Poznańska Nagroda Literacka w kategorii Nagroda im. Adama Mickiewicza (2019)
- Nagroda Literacka m.st. Warszawy w kategorii prozatorskiej za powieść „Ucho igielne” (2019)[26]
- członkostwo czynne w Polskiej Akademii Umiejętności (2020)[27].
- Nagroda Polskiego PEN Clubu im. Jana Parandowskiego (2021)[28]
- Doktor honoris causa Uniwersytetu Jagiellońskiego (12 maja 2022)[6]
- Honorowy obywatel miasta stołecznego Warszawy[29]